# 及川古志郎
及川 古志郎（おいかわ こしろう、1883年〈明治16年〉2月8日 - 1958年〈昭和33年〉5月9日）は、日本の海軍軍人。最終階級は海軍大将。
岩手県出身（出生地は新潟県古志郡）。海兵31期・海大13期。
第2次近衛内閣・第3次近衛内閣で海軍大臣。第18代軍令部総長。

## 生涯
1883年（明治16年）2月8日、新潟県古志郡で医師・及川良吾の長男として生まれる（本籍は岩手）。母親は大島高任の長女。初めは「越郎」といったが、後に生誕地から「古志郎」と改名した。
岩手県で育ち、同県内の小学校を経て、盛岡中学校（現・岩手県立盛岡第一高等学校）に進学した。及川は野村胡堂や金田一京助、田子一民ら同窓生に勧められるままに、長詩・短歌を盛んに寄稿していた。
1900年（明治33年）12月、海軍兵学校31期に入校。同期生に加藤隆義、長谷川清らがいる。及川が海兵を志願したのは、日露戦必至の情勢に加え、中学の先輩である米内光政、八角三郎がすでに海兵に進んでいた影響もあったという。1903年（明治36年）12月14日、海軍兵学校31期を卒業（兵学校卒業席次は76番／185名）。1904年（明治37年）9月10日海軍少尉に任官。防護巡洋艦「千代田」乗組で日露戦争に参加。
1913年（大正2年）12月1日、海軍大学校甲種学生拝命。
1938年（昭和13年）4月25日、日中戦争の勃発に伴い第三艦隊が改めて編成され、及川は同日、支那方面艦隊司令長官兼第三艦隊司令長官に就任。1939年（昭和14年）11月15日、海軍大将進級。

### 及川と海軍教育の改革
明治以来、西欧から輸入され形成されてきた海軍の統制教育に疑問を感じ「上官の命令に従うだけで本当に戦争ができるのだろうか、一人一人の兵隊が、その場その場で考えて、自分で判断できなければ戦いに負けてしまう」と考え、海軍兵学校の教育の改革を考えたのが32代校長の永野修身海軍中将だと言われている。しかしその永野が校長に就任する直前に教頭を勤めていて「職員の意識の変革を企画し、改革の準備を進めていた」のが及川古志郎であった。及川はその後、永野の改革を支え続け、第35代同校校長、更に1942年（昭和17年）10月18日には海軍大学校校長に就任。校長在任中、及川は和平派で京都学派の高山岩男に「日本は今、英米と戦争している。この主因の一つは軍人の教育が戦闘技術に偏したことである。政治と軍事の正しい関係とは何か、これを達成するにはどうすればよいか。文武の新しい統合の道を樹立しなければ日本は救われない。そのために力を貸して欲しい」と依頼している。

### 海軍大臣
日独伊三国同盟の問題の中、海軍大臣・吉田善吾が病に倒れて辞任し、1940年（昭和15年）9月5日、及川が第2次近衛内閣の海軍大臣に就任した。
及川は日独伊三国同盟に賛成したため調印されることになった。調印の10日前、米国から帰国する際にドイツの戦況を観て帰るように指示されていた矢牧章少将が欧州周りで帰国し、陸軍が吹聴しているように数か月のうちにドイツ軍が英本土上陸作戦を開始するように欧州戦線が推移してないことを報告した。この時、及川海相から「そうすると何か、これを反故にするようなチャンスはどうかね」と尋ねられ、矢牧は「今大戦は、これまでと違って自動参戦が先立ってないので、この先々ヒトラーと手を切ることがあるだろう」と進言すると「そうかね」と及川は答えて決心を固めたという。他の海軍首脳には伝わっておらず、及川と矢牧のみの間で話し合われた希望的観測による見込みで実行されたもので、海軍部内でも周囲を驚かせた。
1941年（昭和16年）7月18日、第3次近衛内閣の海軍大臣に留任。
1941年春から始まった日米交渉は、同年7月の南部仏印進駐に対してアメリカ側が石油の対日禁輸などの厳しい報復措置を発動し、その先行きが危ぶまれた。及川は、首相・近衛文麿が提唱した日米首脳会談に期待を寄せ楽観視していたが、アメリカ側が拒絶したため実現には至らなかった。さらに、9月に駐米大使・野村吉三郎から、日米交渉の主題は同盟問題から中国撤兵問題に移ったとの通達が来た。これはアメリカ側が、これまでの同盟問題（安全保障問題）から中国大陸を巡る利害争いに交渉の主軸を移したことを意味しており、国交調停のために陸軍の協力が不可欠な状況に立たされた。海軍首脳部の会議では、及川が陸軍と喧嘩するつもりでやっても良いか尋ねた際、永野総長が統率の関係から水をさす場面も見られたが参加者の意見は一致していた。
10月7日、陸軍大臣・東條英機に「戦争の勝利の自信はどうか」と聞かれた時、「それはない」と答えた。それを聞いた東條は「仮にも海軍に自信がないのならば国策を考え直さなければならない」と述べたが、及川は、あくまで私的な場所での発言としてくれと付け加え、午後の連絡会議では議題に挙がることはなかった。だがこの際も永野修身軍令部総長がすでに日米交渉成立の見込みは無いとしていたものをまだ目途はあると突っぱねている。10月12日の近衛私邸での荻外荘会談では、アメリカの要求を呑んで中国から撤兵するか、それとも日米開戦かという基本方針が話し合われたが、その際、及川は和戦どちらかと近衛に尋ねられた際「総理一任」と述べて下駄を近衛に預けた。戦後、海軍反省会で井上成美大将から及川がこの時に海軍は戦えぬとなぜ言わなかったと詰寄ると、及川は「全責任我にある」と答えた。理由は満洲事変での東郷平八郎の海軍省への怒鳴りこみと近衛に下駄をはかされるなという部内の声が頭を支配したせいだという。
及川の海軍大臣の任期中に日独伊三国同盟、仏印進駐、日ソ中立条約締結や帝国国策遂行要領の決定など、後の日本の進路を決めることになる重要な国策が数多く決定された。及川海相のやり方は大事なことは周囲に一切漏らさず、政府内の話し合いで、既成の事実がほぼ決まってから周囲を呼び出し無理矢理因果を含めてしまうというもので、異を唱えても「後の祭り」状態だったという。

### 太平洋戦争
1941年（昭和16年）10月18日、内閣総辞職に伴い軍事参議官に転ずる。12月8日、太平洋戦争が開戦した。

#### 海上護衛司令長官
1943年（昭和18年）11月15日、初代海上護衛司令長官に補される。海上護衛総司令部は一定海域に安全航路を設定し防備を集中して戦力不足を補う「航路帯構想」を進めた。同構想は及川の指示で、海軍大臣の嶋田繁太郎や軍令部総長の永野修身とも話し合った結果まとめられた。作戦参謀の大井篤によれば「潜水艦阻止帯を作り安全海域とする。ここで自由航行し積極的に稼行率を発揮する。これらの島や陸地を連ねる機雷敷設線を作る。深いところは付近に陸上見張り所を設ける。電探、水中聴音装置で監視し常時哨戒する」構想だったという。12月中頃から東シナ海方面で実施された。
また、艦艇不足を補うため大規模な機雷堰を作ることを提案し、「対ソ連に二万充当しておかなければならない、実効果あまり期待できない、性能上耐久力がない」という軍令部の反対を押し切って、1944年（昭和19年）1月から1945年（昭和20年）2月にかけて機雷堰に力を入れたが、十分にそろえることはできなかった。

#### 軍令部総長
1944年（昭和19年）8月2日、軍令部総長拝命。10月5日、第一航空艦隊長官に内定した大西瀧治郎中将が出発前に特攻を開始する許可を求めた際、及川は「決して命令はしないように。戦死者の処遇に関しては考慮します」「指示はしないが現地の自発的実施には反対しない」と承認した。大西は「中央からは何も指示をしないように」と希望した。11月23日、神雷部隊を視察。

#### 戦後
終戦後の1945年（昭和20年）9月5日、依願予備役被仰付。その後、公職追放となった（1952年（昭和27年）追放解除）。
公職追放解除の前より、陸軍の岡村寧次と共に蒋介石の国民党に対する軍事顧問団「白団」（ぱいだん：団長富田直亮の中国名、白鴻亮から）としての活動を行い、募兵や教育用カリキュラムの作成といった後方支援に当たり、この際1955年秋より高山岩男に再び協力を依頼している。
1958年（昭和33年）5月9日に死去。死去に当たり勅使が派遣され、祭粢料と菓子を賜った。享年75。葬儀の際は盛岡中学の同級生で三菱重工業の社長を務めた郷古潔が弔辞を読んだ。

## 親族
- 父・及川良吾（1905年没） - 医師。医科大学の卒業で、岩手県最初の医学士。古志郎誕生時は新潟県立長岡病院長だったが、のちに盛岡に戻って開業した[21]。
- 母・スケ（繁、1857-1940） - 大島高任長女[5][22]
- 妻・タカ（1891年生） - 岩手、駒嶺忠順長女[5]
- 二男・富士雄（1915年生） - 海軍軍医大尉。北海道大学医科卒[23]。
- 三男・三千雄（1918年生） - 熊本医科大学卒[23]
- 弟・呉郞（1888年生） - 東京美術学校出身、洋画家[5]
- 弟・隆郞（1891年生） - 農学士[5]
- 弟・及川奥郎（1896年生） - 天文学者。岳父に大矢馬太郎、高木貞治[5][24]
- 妹・イソ（1902年生） - 東京帝国大学助教授山口吉郎（俳人山口青邨）の妻[5]

## 人物
- 及川は熱心な読書家であり、漢籍については日常的に白文で読みこなすほど学者顔負けであった。汪兆銘が方面艦隊旗艦出雲に表敬訪問に来た時、「汪先生の字精衛は昔炎帝の女が東海に溺死して鳥と化したという、古伝の鳥の名前だそうでございますね。そもそも兆、銘と精、衛と、言葉の意味の通じるところがあるのではありませんか」と字解を始め、「閣下はどこでそのようなことを学ばれましたか。中華民国の学者でも、知っている者はそうおりませんよ」と、汪を感心させたこともある[25]。蔵書も数多く保有しており、自宅の土蔵の一つは完全に書庫となっていた。海軍兵学校の校長の時、官舎の書棚は、兵学校の図書館よりも充実していたといわれている[4]。古書の老舗丸善には及川担当者が置かれるほどの上得意であった。半藤一利は「文人気質は多くの人に愛され尊敬されていた」と評している[4]。
- また、及川は支那派遣艦隊司令長官であったころ中国について岩手日報[要文献特定詳細情報]のインタビューに答え「漢民族は偉い国民だ、教育がなく訓練がないから、亡国の民のように扱われてるが、もしこれに教育を施し真に自覚せしむるならば恐るべき国となる。産物が地域ごとに偏るが両大河の水を利用して互いに交易を行い、衣食住皆その所に適ったものをもって生活することを知っている。経済の観念に至っては驚くほど精緻である。今は貧乏をしているから外国資本に依存している様だがこれが平穏の日が続き、真に彼らの経済力が回復してきたならばそれは世界一の強国となるだろう」「清が明を滅ぼして60余年で国を統一した、この事変の成果を見るのが果たして何十年の後であろうか、我が国民の所謂長期建設というのはここにあると思う」といった趣旨を述べている。
- 井上成美大将は「漢籍は元々、結論のみ記載されており、そこに至る過程が省かれている。つまり論理的でない。漢籍を得意とする及川の思想もこれに似たものである。論理的に考える頭脳がないから、結果として自分のおかれた状況にふらふらと従うばかりである」と述懐している[要出典]。
- また、井上は「及川大将は温厚篤実の君子だけれども、明晰な判断力が無い。どうも、支那学というのはそういうものらしい。ロジックが無いんです」とも評している[26]ほか、高木惣吉に対し、「及川さんはりっぱな人だが、イニシャティブをとらぬ人であった」と語っている[27]。
- 戦後の井上は、阿川弘之、新名丈夫、海軍の後輩、教え子たちに、日米開戦に対する責任者として、及川、嶋田繁太郎、永野修身の3人を挙げ、「三等大将・国賊」と言い切って酷評している[28]。
- 高田利種少将は「口下手なせいで損をしている」とし、また、「一人の大将で海軍大臣、軍令部総長、鎮守府司令長官、艦隊司令長官、航空本部長、兵学校教頭、兵学校校長、海軍大学校校長をやった者は一人もいなかった」と評している[要出典]。
- 半藤一利・秦郁彦・横山恵一・戸髙一成『歴代海軍大将全覧』（Amazon Kindle版、中央公論新社、2013年）では、4人の海軍史家は及川を酷評している[29]。
- 一方で、渡辺滋（2021年現在、山口県立大学国際文化学部准教授[30]）は、1944年（昭和19年）に海軍大臣に就任した米内光政が、及川を軍令部総長に起用したことについて

「（前略）〔米内が〕自らのサポート役として軍令部総長の地位に就けたのが、及川古四郎である。」
「数年前に現役を退いていた米内にとって、現役最年長の将官（永野修身元帥を除く）〔である〕及川が自らを支える体制こそ、安定維持の良策だった。」
※（）内は原文ママ、〔〕内は引用者が補完
と述べ、及川と米内の交流についても言及し、同郷（岩手県出身）・同窓（盛岡中学校（現：岩手県立盛岡第一高等学校）出身）である及川と米内の間に強い信頼関係・補完関係があったことを指摘している。
- 皇太子裕仁親王の欧州訪問が大盛況で終了した後、訪問団に様々褒美を与えることとなったが、団長たる皇太子に何を与えるべきか困った際、東宮武官として随行していた及川は「皇太子は生物学を好むのだからその研究室を建てて賜ってはどうか」と提案し、1925年に完成したこの生物学御研究所で昭和天皇の生物学研究が進められていくこととなった[要出典]。1951年（昭和26年）3月3日、欧州訪問30周年の記念日にあたり、当時の関係者の一人として皇居に招かれた[31]。
- 生家が比較的近い（現在は同じ花巻市内）宮沢賢治について、宮沢賢治全集を読み「面白い、不思議な人が生まれたものじゃないか」と同級生の野村胡堂に語っていたという[要出典]。
- 酒は全く飲まず、タバコもほとんど吸わなかった。そのかわり非常に菓子を好んでおり、人にお食べといって出すそばから全部自分が食べてしまい、また自分で次の菓子を持ってきたという話がある[要出典]。死去時、大臣経験者死去時の慣例として勅使が派遣されて祭粢料を賜ったが、これとは別に菓子を賜った逸話（前出）も残されている。

## 年譜
- 1903年（明治36年）12月14日 - 海軍兵学校卒業(31期)。海軍少尉候補生。同期生に加藤隆義、長谷川清。
- 1904年（明治37年）9月10日 - 任海軍少尉。
- 1905年（明治38年）8月5日 - 任海軍中尉。
- 1908年（明治41年）9月25日 - 任海軍大尉。戦艦「香取」分隊長。
- 1909年（明治42年）5月25日 - 海軍大学校乙種学生。
- 1910年（明治43年）5月23日 - 戦艦「三笠」分隊長。
- 1911年（明治44年）4月28日 - 駆逐艦「朝潮」駆逐艦長。
- 1912年（大正元年）12月1日 - 駆逐艦「夕霧」駆逐艦長。海軍水雷学校教官。
- 1913年（大正2年）12月1日 - 海軍大学校甲種学生。
- 1914年（大正3年）12月1日 - 任海軍少佐。
- 1915年（大正4年）12月1日 - 東宮武官。
- 1919年（大正8年）12月1日 - 任海軍中佐。
- 1923年（大正12年）12月1日 - 任海軍大佐。軽巡洋艦「鬼怒」艦長。
- 1924年（大正13年）1月10日 - 軽巡洋艦「多摩」艦長。
- 1926年（大正15年）12月1日 - 海軍兵学校教頭兼監事長。
- 1928年（昭和3年）12月10日 - 任海軍少将。呉鎮守府参謀長。
- 1930年（昭和5年）6月18日 - 軍令部第一班長。
- 1932年（昭和7年）11月15日 - 第一航空戦隊司令官。
- 1933年（昭和8年）10月3日 - 海軍兵学校校長。
  - 11月15日 - 任海軍中将。
- 1935年（昭和10年）12月2日 - 第三艦隊司令長官。
- 1936年（昭和11年）12月1日 - 航空本部長。
- 1938年（昭和13年）4月25日 - 支那方面艦隊司令長官兼第三艦隊司令長官。
- 1939年（昭和14年）11月15日 - 任海軍大将。
- 1940年（昭和15年）5月1日 - 横須賀鎮守府司令長官。
  - 9月5日 - 第2次近衛内閣の海軍大臣に就任。
- 1941年（昭和16年）10月18日 - 軍事参議官。
- 1942年（昭和17年）10月18日 - 海軍大学校校長。
- 1943年（昭和18年）11月15日 - 海上護衛司令長官（初代）。
- 1944年（昭和19年）8月2日 - 軍令部総長。
- 1945年（昭和20年）5月29日 - 軍事参議官。
  - 9月5日 - 依願予備役被仰付[17]。
- 1958年（昭和33年）5月9日 - 死去。享年75。
- 墓所は、岩手県花巻市東和町の、凌雲寺。

## 栄典
位階
- 1904年（明治37年）10月10日 - 正八位[32]

勲章等
- 1912年（明治45年）5月24日 - 勲五等瑞宝章[33]
- 1920年（大正9年）11月1日 - 勲四等旭日小綬章[34]
- 1939年（昭和14年）4月13日 - 旭日大綬章[35]
- 1942年（昭和17年）4月4日 - 功一級金鵄勲章[36]

外国勲章佩用允許
- 1943年（昭和18年）7月14日 - 中華民国：特級同光勲章[37]
- 1944年（昭和19年）6月23日 - 満州国国勢調査紀念章[38]